# Slöjblommor
Slöjblommor, Gypsophila, är ett växtsläkte av familjen nejlikväxter med omkring 100 arter.
De flesta växterna återfinns i Medelhavsområdet. I Sverige förekommer mindre allmänt två arter: Grusnejlika Gysophila muralis, en 1-årig 5–15 cm hög ört med upprepat 2-grenad stam och ensamma i bladvecken sittande rödlätta blommor, på grusiga ställen i södra och mellersta Sverige, samt såpört Gysophila fastigiata.
Flera mångåriga är populära som prydnadsväxter, däribland sommarslöja (Gypsophila elegans), brudslöja (Gypsophila paniculata) och gysophilia repens.